# Dicranota (Rhaphidolabis) persessilis
Dicranota (Rhaphidolabis) persessilis is een tweevleugelige uit de familie Pediciidae. De soort komt voor in het Palearctisch gebied.